# People Like Us (livro)
People Like Us, publicado em 2007, é um livro de autoria do acadêmico, músico e ex-advogado comercial australiano muçulmano Waleed Aly.

## Sinopse
O texto destaca o egocentrismo e o “mal-entendido sem fim e a ignorância civilizacional cruzada e mútua”[carece de fontes?] que – de acordo com o autor – permeia as atitudes e o discurso relacionados ao Islã contemporâneo. No processo, ele discute questões como hijab, jihad, fundamentalismo, radicalismo e secularismo.

## Na mídia
O livro foi discutido em detalhes no artigo de Ray Cassin, Renaissance Man, publicado no jornal Age.

## Prêmios
People Like Us foi indicado para vários prêmios, incluindo o Queensland Premier’s Literary Awards e Best Newcomer no Australian Book Industry Awards de 2008.